# پرتاته
پرتاته (به صربی: Pertate) یک منطقهٔ مسکونی در صربستان است که در لبانه واقع شده‌است. پرتاته ۲٬۲۱۰ نفر جمعیت دارد و ۱۷۴ متر بالاتر از سطح دریا واقع شده‌است.